# 托尼·加尼耶
托尼·加尼耶（法語：Tony Garnier；1869年8月13日—1948年1月19日）是法國建筑师和城市规划师，活跃於里昂。被认为是20世纪法国建筑先驱。

## 简历
托尼于1869年8月13日生于法国第二大城市里昂的克鲁瓦-鲁斯(Croix Rousse)区，该区以丝织业闻名。他的父亲皮埃尔(Pierre)是丝织设计师，母亲安妮(Anne)是一位丝织师的女儿。
1883-86年，14岁的托尼在里昂的马蒂尼埃技术学院（École Technique de la Martinière in Lyon）学习绘画。1886-89年在里昂国立美术学院（École nationale des beaux-arts de Lyon）、1890-99年在巴黎国立高等美术学院（École nationale supérieure des Beaux-Arts）学习建筑，他从20岁进入校门一直呆到30岁。因为国立高等美院限定必须10年内毕业，托尼才毕业离开学校，期间他在学校各类比赛频频获奖。
1899年，他设计的一家国家银行获得罗马奖（Prix de Rome）。他因此得以罗马的美第奇别墅（Villa Medici）居住了4-5年，直到1904年搬回里昂。在1902年前后，他在杜斯科洛城的改建比赛中获得了一等奖，这时的杜斯科洛城有几万根柱子。
在罗马期间，他开始了工业城市设计工作。1901年，在对社会学和建筑学问题进行了广泛的研究之后，他开始为新兴的“工业城市”设计制定一个详细的城市规划方案。他的基本理念包括通过分区将空间按功能划分为几个类别：工业、市民、居住、健康和娱乐。加尼耶的理想工业城市"Une cité industrielle"的图纸最早于1904年在巴黎展出，后来在1918年（一说1917年）才结集出版。在巴黎展出时他的工业城市蓝图就引起了巨大轰动。勒-柯布西耶由是发现托尼并于1907年上门拜访。在柯布西耶的引荐下，托尼在《新视野》等杂志上发表了这一规划，柯布西耶称其为法国数百年来建筑的巅峰之作。
Une Cité Industrielle的蓝图（UCI）设想为35000人城镇。它位于一座山和一条河之间，以方便取水用电。UCI里面构建了连接城市的高速公路和交流道、铁路枢纽、干线公路、沿岸的港口设施以及其他交通基础设施的环城路，用以连接城市结构、提供快速链接。UCI深受左拉（Émile Zola）著作的影响，尤其是他的社会主义乌托邦小说《劳动》（1901年），该计划允许学校和职业学校靠近与之相关的产业，这样人们更容易接受教育。UCI设计里没有教堂，也没有执法大楼，完全寄希望于人可以自己统治自己。功能分离的理念后来被CIAM的成员们采纳，并最终影响了巴西利亚等城市的设计。
1904年，Garnier回到里昂，在那里他接受了一个牲畜市场附加屠房的委托（1906-24年），该市场后来被命名为Halle Tony Garnier以纪念他的杰出设计。1910年，他受托设计了里昂市的爱德华-赫里奥特医院，1927年竣工。其他项目包括里昂的几栋别墅、格兰体育场（1914-18）和位于里昂第八区合众国大道上的廉租房区域Quartier des Etats-Unis（191919-35）。
1906年，他在里昂开设自己的工作室并在里昂美院教书，之后在里昂中法大学一并任教，其学生包括林克明、虞炳烈等。他的工作室培养出了许多城市规划师和5名罗马大奖赛的获奖者。
1919年，他出版了《里昂大都会方案（Les grands travaux de la ville de Lyon）》。1920年，时任里昂市市长、社会主义者爱德华-艾略特委托他在Des Etats-Unis（Les Etats-Unis）地区开发新地块，于是托尼的工业城市得以从蓝图变为现实。
1934年，加尼耶完成了对Les Etatijuni的城市规划。

### Tony Garnier的墓
20世纪20年代，托尼继续着战前开始的几个重要项目的工作。1938年，托尼患病。1939年，他从里昂搬到了Roquefort-la-Bédoule，1948年在那里去世，他被安葬在Croix-Rousse公墓。

## 代表作
- UCI工业城蓝图

- 罗斯柴尔德基金会的住房，巴黎（参赛作品），1905年
- 市场和屠房，后来以他的名字命名的Halle Tony Garnier，里昂，1905-1924年（现在是一个音乐会场。巧合的是，2010年，重名的乐手托尼-加尼耶作为鲍勃-迪伦乐队的成员在这里演出）
- 格兰奇-布朗什医院(现为爱德华-赫里奥特医院)，里昂，1910-27年
- 托尼-加尼耶别墅，里昂圣兰伯特，里昂，1911年
- 热尔兰体育场
- Quartier des Etats-Unis住房，里昂，191919-35年
- Villa Gros, Saint-Didier, 1921年
- Saint-Hilaire de Touvet疗养院，1923年
- 里昂馆和圣埃蒂安馆，现代工业和装饰艺术国际博览会，巴黎，1925年。
- 布洛涅-布里朗库尔市市政厅酒店（与雅克-德巴特-庞桑合作），1934年

### 著作
- 1918年 Une Cité Industrielle: Etude pour la construction des villes
- 1920年 Les grands travaux de la ville de Lyon